# 林頌和
林頌和（1916年—？），中华民国特務、律師及臺灣白色恐怖受難者。他曾長期任職於軍統局，也曾為多位白色恐怖受難者擔任辯護律師，但於稍後因司法黃牛及涉嫌叛亂等罪名遭關押並吊銷律師執照。

## 生平
1946年，林頌和曾任軍統局臺灣直屬通訊員，並曾截獲密報顯示臺北州接管委員會主任委員連震東收取賄賂一千兩黃金。
臺灣白色恐怖時期，林頌和曾為馬之驌（雷震案）、石錫勳、張明彰（全青會案）、王芳茗（南靖師範系列案件）、巫義德等多位白色恐怖案件被告擔任辯護律師。
1952年5月22日，林頌和接受一被迫為娼少女委託，向臺北市警察局刑警隊與臺北地方法院分別提起告訴。
1971年9月7日，林頌和因司法黃牛案被判處有期徒刑一年半，並從此吊銷律師執照。
1972年6月22日，林頌和被指控涉嫌叛亂，並於隨後遭調查局借提偵訊，復於同年12月30日移送軍法處看守所；後來，他遭判處有期徒刑五年，又於總統蔣中正逝世後獲減刑三分之一為三年四個月刑期，於1975年7月15日正式出獄。 
解嚴後，林頌和獲政府平反並賠償新臺幣二百二十萬元，又向臺北地方法院聲請冤獄賠償新臺幣九十六萬元。

## 評論
- 雷震：「…林頌和依法為當事人辯護，乃至口不留情，直指國民黨政治迫害的痛處，終於惹禍上身而下獄…」。[6]

## 流行文化

### 小說文學
- 李敖. 《紅色11》. 李敖出版社. 2003. ISBN 957-510-118-9[7]